# Ute Gröschel-Stewart
Ute Gröschel-Stewart (* 1932 in Würzburg; † 28. Juni 2017) war eine deutsche Biologin und Professorin an der Technischen Universität Darmstadt.

## Leben und Wirken
Ute Gröschel kam 1932 als Tochter eines Mediziners zur Welt. Sie verbrachte ihre Kindheit in Köln und legte 1950 in Nördlingen ihr Abitur ab.
Anschließend begann sie ein Studium der Biologie. Das erste Jahr dieses Biologiestudiums verbrachte sie im Rahmen des Fulbright-Programms in den Vereinigten Staaten. Sie gehörte zu der ersten Gruppe von Austauschstudenten. Nachdem sie nach Deutschland zurückgekehrt war, besuchte sie den Promotionsstudiengang des Faches Biologie in Tübingen. Während ihres letzten Studienjahres ging sie mit ihrem Doktorvater Adolf Butenandt nach München; dort promovierte sie 1957. Ihre Dissertation schrieb sie über Insektenverpuppung.
Danach zog Gröschel-Stewart für drei Jahre in die USA, um dort als Postdoktorandin an der University of California in Berkeley zu arbeiten, da es zu dieser Zeit in Deutschland unmöglich war, als Frau eine Anstellung im Fachbereich Biologie zu erhalten. In den USA lernte sie ihren späteren Mann, einen amerikanischen Arzt, kennen. Sie heirateten 1959. Mit ihm kehrte sie nach Deutschland zurück und begann 1960, als Assistentin an der Medizinischen Fakultät der Universität Würzburg zu arbeiten.
1965 wurde ihr Sohn geboren. Vier Jahre später habilitierte sie an der Universität Würzburg. Ihre Habilitationsschrift Vergleichende Untersuchungen an kontraktilen Proteinen aus glatter und quergestreifter Muskulatur hatte Muskelproteine zum Thema.
1969 wurde sie Professorin an der Technischen Universität Darmstadt. Dort lehrte sie bis zu ihrer Pensionierung 1997 Biologie. Anschließend ging sie für ein ehrenamtliches Forschungsjahr nach London, um sich dort einer Forschungsgruppe anzuschließen. Dort forschte sie an Adenosintriphosphat-Rezeptoren.

### Forschungsschwerpunkte
Ihr Interesse lag auf dem medizinischen Aspekt der Biologie; sie erforschte die Biochemie und Immunologie von kontraktilen Proteinen wie Aktin oder Myosin. Des Weiteren forschte sie an Rezeptoren und Regulatoren der Muskulatur.

## Auszeichnungen
1979 wurde sie für ihre Forschungsarbeit an den Muskelproteinen mit dem Adolf-Fick-Preis ausgezeichnet. Bisher ist sie die einzige Frau, die diese Auszeichnung erhielt. Gröschel-Stewart wurde zudem 1998 mit dem Erasmus-Kittler-Preis ausgezeichnet. Diesen erhielt sie für ihr Engagement für Frauen an Hochschulen. Die nichtwissenschaftlichen Mitarbeiterinnen der TU Darmstadt hatten sie für diesen Preis nominiert.

## Schriften (Auswahl)
- Vergleichende Untersuchungen an kontraktilen Proteinen aus glatter und quergestreifter Muskulatur. s. n., Würzburg 1969, OCLC 74088586 (Würzburg, Universität, Habilitations-Schrift, vom 30. Juni 1969).
- Biochemistry and immunochemistry of cytoplasmic filamentous structures. In: European Journal of Cancer. Bd. 16, Nr. 1, 1980, S. 2–5, doi:10.1016/0014-2964(80)90094-8.
- Immunochemistry of Cytoplasmic Contractile Proteins. In: International Review of Cytology. Bd. 65, 1980, ISSN 0074-7696, S. 193–254, doi:10.1016/S0074-7696(08)61961-0.
- mit Ernst Hempelmann, R. Heiner Schirmer, Gerhard Fritsch, Erika Hundt: Studies on glutathione reductase and methemoglobin from human erythrocytes parasitized with Plasmodium falciparum. In: Molecular and Biochemical Parasitology. Bd. 23, Nr. 1, 1987, doi:10.1016/0166-6851(87)90182-4.
- mit Georg H. Schmid und Alfons Radunz: Immunologie und ihre Anwendung in der Biologie. 10 Tabellen. G. Thieme, Stuttgart u. a. 1993, ISBN 3-13-771501-6.